# IPad
Ајпад (енгл. iPad) је породица таблет рачунара компаније Епл. Уређај покреће оперативни систем iPadOS. Први ајпад је пуштен у продају 3. априла 2010, а ајпад ер и друга генерација ајпад минија, 22. октобра 2013. Кориснички интерфејс је прилагођен мултитач екрану, чак поседује и виртуелну тастатуру. Ајпад поседује уграђени вај-фај пријемник, док се одређени модели могу повезати и на мобилну мрежу.
Ајпад може да снима видео-материјал, фотографише, пушта музику и повеже на интернет. Остале функционалности — игре, ГПС навигација, друштвено умрежавање — могу се додати преузимањем и инсталирањем одговарајућих апликација. До 2013, на Ап стору се налази више од 900.000 апликација постављених од стране Епла и других произвођача.
Постоји седам генерација ајпада. Прва генерација је представила основни дизајн — мултитач и величину екрана и дугме за почетну страну — који је опстао у наредним верзијама. Ајпаду 2 је додат двојезгарни Епл А5 процесор, прења VGA и задња 720p камера, намењена за видео позиве. Трећа генерација је донела Ретина екран (екран велике резолуције), нови Епл A5X процесор, камеру од 5 мегапиксела са могућношћу HD 1080p видео снимања, диктирање гласом и 4G (LTE). Четврта генерација је дошла са процесором Епл A6X и заменом за 30-пински конектор, новим 8-пинским дигиталним Лајтнинг конектором. Ајпад мини је дошао са смањеним екраном (7,9 уместо 9,7 инча, колико је имао оригинални ајпад) и карактеристикама сличним као и ајпад 2. Такође, поседовао је и Лајтнинг конектор. iOS 6 је ајпаду треће и четврте генерације, као и ајпад минију додао опцију приватног асистента — Сири.

## Хардвер
„Ајпад“ има следеће карактеристике:
- Екран осетљив на додир дијагонале 25 cm.
- Процесор компаније Епл, снаге 1 гигахерц.
- Флеш меморија: 16-64 гигабајта.
- Дебљина: 1,25 cm.
- Маса: 0,7 kg.

### Екран и улаз
Прве две генерације ајпада долазиле су са тач-скрин ЛЦД екраном резолуције 1.024 са 768 пиксела, величине 7,75×5,82 in (197×148 mm) и дијагонале 9,7 инча (246.4 mm), отпорним на огреботине и отиске прстију. Стив Џобс је сматрао да је седмоинчни екран „превише мали да би изразио софтвер“ и да је 10 инча минимум за величину екрана таблета. Као и код ајфона, екран је предвиђен за коришћење голим рукама, тј. без употребе рукавица и стајлуса, мада постоје специјалне рукавице и капацитивни стајлуси који раде са ајпадом.
Екран реагује и на сензоре: сензор амбијенталног осветљења калибрише осветљење екрана и троосни акцелерометар подешава оријентацију екрана — положено или усправно. За разлику од ајфона и ајпод тача, који имају три оријентације екрана (усправно, положено лево, положено десно), ајпад има све четири, чак и наопако окренуто. Уређај не поседује основну оријентацију; само се релативна позиција почетног дугмета мења.
Ајпад поседује 4 физичка дугмета, укључујући и home дугме, које корисника води на почетни екран. Поред тога, налазе се још три пластична дугмета: пробуди/успавај за успављивање и буђење уређаја, клацкалица за промену јачине звука и софтверски контролисан прекидач, чије се функције мењају зависно од софтверске надоградње. Првобитно, прекидач је служио за закључавање оријентације екрана, али се та опција софтверски имплементирала у верзији iOS 4.2, тако да је прекидач добио функцију искључивања звука на уређају (енгл. mute). Надоградња 4.3, која је дошла да ајпадом 2, донела је опцију бирања функције прекидача, тј. корисник је могао да бира да ли ће прекидач закључавати оријентацију или искључивати звук.
Први ајпад није поседовао камеру; друга генерација је дошла са предњом VGA и задњом 720p камером са могућношћу снимања фотофрафија (али лошег квалитета од 0,3 мегапиксела) и видеа од 30 фрејмова у секунди. Задња камера је имала могућност 5× дигиталног зума само за фотографије. И фотографије и видео су снимане у односу страница 4:3, за разлику од ајфона 4, који снима у односу страница 16:9. Ајпад не подржава фокус на додир, као ајфон, али подржава подешавање ауто експозитуре. Обе камере дозвољавају FaceTime видео разговоре са минимално ајфоном 4, четвртом генерацијом ајпод тача и Меком Snow Leopard.

## Софтвер
Као и ајфон, са којим дели програмерско окружење, ајпад покреће само сопствени софтвер, апликације преузете са Епловог Ап стора и софтвер написан од стране програмера који су платили лиценцу за покретање апликација на регистрованим уређајима. Ајпад покреће већину апликација писаних за ајфон, приказујући их у природној величини ајфона или развлачећи интерфејс тако да попуни цео екран ајпада. Програмери могу да направе нову или прилагоде постојећу аликацију користећи предност ајпадових функционалности. Програмери користе iOS SDK за прављење апликација за ајпад. Ајпад је оригинално представљен са посебном верзијом ајфон ОС-а верзије 3.2. Првог септембра је најављено да ајпад добија софтверску надоградњу iOS 4.2 у новембру 2010; Епл је испунио обећање и представио iOS 4.2.1 јавности 22. новембра.

## Поређење модела
| Модел                         | Модел                         | (прва генерација) | | (трећа генерација) | (четврта генерација) | |
| ----------------------------- | ----------------------------- | --- | --- | --- | --- | --- |
| Број модела                   | Број модела                   | A1219 (WiFi)A1337 | A1395 (WiFi)A1397 (WiFi + CDMA)A1396 | A1416 (WiFi)A1403 (WiFi + Cellular VZ)A1430 | A1458 (WiFi)A1459 (WiFi + Cellular)A1460 | A1474 (WiFi)A1475 |
| Статус                        | Статус                        | Повучен | Доступан | Повучен | Повучен | Доступан |
| Датум представљања            | Датум представљања            | 27. јануар 2010. | 2. март 2011. | 7. март 2012. | 16, 32, 64 GB: 23. октобар 2012. 128 GB: 29. јануар 2013. | 22. октобар 2013. |
| Датум пуштања у продају       | Датум пуштања у продају       | 3. април 2010. | 11. март 2011. | 16. март 2012. | 16, 32, 64 GB: 2. новембар 2012. 128 GB: 5. фебруар 2013. | 1. новембар 2013. |
| Повучен                       | Повучен                       | 2. март 2011. | 32, 64 GB: 7. март 2012. 16 GB: У продаји | 23. октобар 2012. | 22. октобар 2013. | У продаји |
| Дисплеј                       | Дисплеј                       | 9,7 инча (250 mm) мулти-тач дисплеј са ЛЕД позадинским осветљењем и отпорношћу на огреботине и отиске прстију                                                            | 9,7 инча (250 mm) мулти-тач дисплеј са ЛЕД позадинским осветљењем и отпорношћу на огреботине и отиске прстију                                                            | 9,7 инча (250 mm) мулти-тач дисплеј са ЛЕД позадинским осветљењем и отпорношћу на огреботине и отиске прстију                                                            | 9,7 инча (250 mm) мулти-тач дисплеј са ЛЕД позадинским осветљењем и отпорношћу на огреботине и отиске прстију                                                            | 9,7 инча (250 mm) мулти-тач дисплеј са ЛЕД позадинским осветљењем и отпорношћу на огреботине и отиске прстију                                                            |
| Дисплеј                       | Дисплеј                       | 1.024 × 768 пиксела - 132 | 1.024 × 768 пиксела - 132 | 2.048 × 1,536 пиксела - 264 | 2.048 × 1,536 пиксела - 264 | 2.048 × 1,536 пиксела - 264 |
|                               |                               | [ 26 ] | | [ 27 ] | | |
|                               |                               | 1 | 1 | 1 | 1,4 | 1,4 |
|                               |                               | | | | | [ 28 ] |
| Меморија                      | Меморија                      | 256 MB    DDR RAM уграђене у Apple A4 | 512 уграђене у Apple A5 | 1024 | 1024 | 1024 |
| Меморија за складиштење       | Меморија за складиштење       | 16, 32, или 64 | 16, 32, или 64 | 16, 32, или 64 | 16, 32, 64, или 128 | 16, 32, 64, или 128 |
| Бежично повезивање            |                               | [ 12 ] | [ 12 ] | | | |
| Бежично повезивање            |                               | Све изнад и: мрежа са , мрежа са код модела | Све изнад и: мрежа са , мрежа са код модела | Све изнад и лево и: прелазни код модела | Све изнад и лево и: прелазни код модела | Све изнад и лево и: прелазни код модела |
| Геолокација                   |                               | , Еплове базе података о локацији | , Еплове базе података о локацији | , Еплове базе података о локацији | , Еплове базе података о локацији | , Еплове базе података о локацији |
| Геолокација                   |                               | , Еплове базе података, мобилна мрежа | , Еплове базе података, мобилна мрежа | Додатно: | Додатно: | Додатно: |
| Просторни сензори             | Просторни сензори             | Акцелерометар, фотодетектор, магнетометар | Додатно: жироскоп | Додатно: жироскоп | Додатно: жироскоп | Додатно: жироскоп |
| Оперативни систем             | Оперативни систем             | 5.1.1 | | | | |
| Батерија                      | Батерија                      | Уграђена литијум-јонска полимер батерија; (10 сати (Wi-Fi), 9 сати (3G или LTE) сурфовања; 10 сати видео репродукције; 140 сати аудио репродукције; 1 месец стендбаја)}} | Уграђена литијум-јонска полимер батерија; (10 сати (Wi-Fi), 9 сати (3G или LTE) сурфовања; 10 сати видео репродукције; 140 сати аудио репродукције; 1 месец стендбаја)}} | Уграђена литијум-јонска полимер батерија; (10 сати (Wi-Fi), 9 сати (3G или LTE) сурфовања; 10 сати видео репродукције; 140 сати аудио репродукције; 1 месец стендбаја)}} | Уграђена литијум-јонска полимер батерија; (10 сати (Wi-Fi), 9 сати (3G или LTE) сурфовања; 10 сати видео репродукције; 140 сати аудио репродукције; 1 месец стендбаја)}} | Уграђена литијум-јонска полимер батерија; (10 сати (Wi-Fi), 9 сати (3G или LTE) сурфовања; 10 сати видео репродукције; 140 сати аудио репродукције; 1 месец стендбаја)}} |
| Маса                          | Маса                          | модел: 680 g модел: 730 g | модел: 601 g модел: 613 g модел: 607 g | модел: 650 g модел: 660 g | модел: 650 g модел: 660 g | модел: 469 g модел: 478 g |
| Димензије                     | Димензије                     | 243×190×13,4 mm | 240×186×8,8 mm | 240×186×9,4 | 240×186×9,4 | 240×170×7,5 |
| Механички тастери             | Механички тастери             | Почетна, успавај, клацкалица за звук, променљиви прекидач (оригинално за закључавање оријентације екрана, искључивање звука у 4.2, и једно и друго од 4.3 и касније)     | Почетна, успавај, клацкалица за звук, променљиви прекидач (оригинално за закључавање оријентације екрана, искључивање звука у 4.2, и једно и друго од 4.3 и касније)     | Почетна, успавај, клацкалица за звук, променљиви прекидач (оригинално за закључавање оријентације екрана, искључивање звука у 4.2, и једно и друго од 4.3 и касније)     | Почетна, успавај, клацкалица за звук, променљиви прекидач (оригинално за закључавање оријентације екрана, искључивање звука у 4.2, и једно и друго од 4.3 и касније)     | Почетна, успавај, клацкалица за звук, променљиви прекидач (оригинално за закључавање оријентације екрана, искључивање звука у 4.2, и једно и друго од 4.3 и касније)     |
| Камера                        | Задња                         | Н/Д | 720p HD и видео камера 0,7 мегапиксела, 30 фрејмова по секунди и 5× дигитални зум                                                                                        | 1080p HD и видео камера 5 мегапиксела, 30 и 5× дигитални зум | 1080p HD и видео камера 5 мегапиксела, 30 и 5× дигитални зум | 1080p HD и видео камера 5 мегапиксела, 30 и 5× дигитални зум |
| Камера                        | Предња                        | Н/Д | VGA и видео камера, 0,3 мегапиксела | VGA и видео камера, 0,3 мегапиксела | 1,2 мегапиксела слике, 720 видео | 1,2 мегапиксела слике, 720 видео |
| Емисија гасова стаклене баште | Емисија гасова стаклене баште | 130 2e | 105 2e | 180 2e | 170 2e | 180 2e |
| Модел                         | Модел                         | (прва генерација) | | (трећа генерација) | (четврта генерација) | |

| Модел                         | Модел                                   | (прва генерација) | (друга генерација) |
| ----------------------------- | --------------------------------------- | --- | --- |
| Број модела                   | Број модела                             | A1432 (WiFi)A1454 (WiFi + 4G (LTE))A1455 | A1489 (WiFi)A1490 |
| Статус                        | Статус                                  | Доступан | Доступан |
| Датум представљања            | Датум представљања                      | 23. октобар 2012. | 22. октобар 2013. |
| Датум пуштања у продају       | Датум пуштања у продају                 | 2. новембар 2012. | 12. новембар 2013. |
| Повучен                       | Повучен                                 | У продаји | У продаји |
| Дисплеј                       | Дисплеј                                 | 7,9 инча (200 mm) мулти-тач дисплеј са ЛЕД позадинским осветљењем и отпорношћу на огреботине и отиске прстију                                                                 | 7,9 инча (200 mm) мулти-тач дисплеј са ЛЕД позадинским осветљењем и отпорношћу на огреботине и отиске прстију                                                                 |
| Дисплеј                       | Дисплеј                                 | 1.024 × 768 пиксела - 163 | 2.048 × 1.536 пиксела - 326 |
|                               |                                         | | |
|                               |                                         | 1 | |
|                               |                                         | | [ 28 ] |
| Меморија                      | Меморија                                | 512 MB DDR2 RAM built into Apple A5 package | 1024 |
| Меморија за складиштење       | Меморија за складиштење                 | 16, 32 или 64 | 16, 32, 64 или 128 |
| Бежично повезивање            |                                         | [ 12 ] | [ 12 ] |
| Бежично повезивање            | Све изнад и: прелазни код модела        | | |
| Геолокација                   |                                         | , Еплове базе података о локацији | , Еплове базе података о локацији |
| Геолокација                   | GPS, GLONASS, Еплове базе података, мобилна мрежа | | |
| Просторни сензори             | Просторни сензори                       | Акцелерометар, жироскоп, фотодетектор, магнетометар | Акцелерометар, жироскоп, фотодетектор, магнетометар |
| Оперативни систем             | Оперативни систем                       | 7.0.3 | 7.0.3 |
| Батерија                      | Батерија                                | Уграђена литијум-јонска полимер батерија; {{nobr\|(10 сати (Wi-Fi), 9 сати (3G или LTE) сурфовања; 10 сати видео репродукције; 140 сати аудио репродукције; 1 месец стендбаја | Уграђена литијум-јонска полимер батерија; {{nobr\|(10 сати (Wi-Fi), 9 сати (3G или LTE) сурфовања; 10 сати видео репродукције; 140 сати аудио репродукције; 1 месец стендбаја |
| Маса                          | Маса                                    | модел: 310 g | модел: 330 g модел: 340 g |
| Димензије                     | Димензије                               | 200×130×7,1 | 200×130×7,1 |
| Механички тастери             | Механички тастери                       | Почетна, успавај, клацкалица за звук, променљиви прекидач (оригинално за закључавање оријентације екрана, искључивање звука у 4.2, и једно и друго од 4.3 и касније)          | Почетна, успавај, клацкалица за звук, променљиви прекидач (оригинално за закључавање оријентације екрана, искључивање звука у 4.2, и једно и друго од 4.3 и касније)          |
| Камера                        | Задња                                   | 1080p HD и видео камера 5 мегапиксела, 30 и 5× дигитални зум | 1080p HD и видео камера 5 мегапиксела, 30 и 5× дигитални зум |
| Камера                        | Предња                                  | 1,2 мегапиксела слике, 720 видео | 1,2 мегапиксела слике, 720 видео |
| Емисија гасова стаклене баште | Емисија гасова стаклене баште           | 95 2e | 140 2e |
| Модел                         | Модел                                   | (прва генерација) | (друга генерација) |

Ајпад производи Фокскон (енгл. Foxconn), који такође производи и ајпод, ајфон и мек мини у њиховој највећој фабрици, у Шенџен, Кина. У априлу 2011, Фокскон је најавио да сели производњу ајпада и других Еплових производа у Бразил, где почињу производњу пре краја 2011.
iSuppli процењује да је прва генерација ајпада (16 GB Wi-Fi верзија) коштала произвођаче 259,60 долара, не укључујући истраживања, развој, лиценцирање, порез и патенте. Епл не открива ко су произвођачи компоненти за ајпад, али процурели извештаји и индустријске анализе упућених наговештавају произвођаче делова:
- : Самсунг[12][50][51][52]
- N чипови: Тошиба и Самсунг (64 GB модел)[53][54]
- Чипови за тач-скрин: Броадком[53]
- дисплеј (прва и друга генерација): ЛГ Дисплеј
- дисплеј (трећа генерација) : Самсунг[55]
- Тач панели: Винтек (после кашњења ТПК Тач Солушнса са испорукама, одлажући почетак продаје ајпада са краја марта за почетак априла)[56]
- Кућиште: Кечер Текнолоџис[57]
- Батерије: 60% произведено на Тајвану Симпло Текнолоџи, 40% Динапак Интернашонал[57][58]
- Акцелерометар: СТМикроелектроникс[59]

## Пријем и реакције потрошача
Ајпад је 28. маја 2010. пуштен у продају у Аустралији, Канади, Јапану и у неколико већих европских држава. Реакције медија су биле помешане. Медији су пренели позитивне реакције Еплових фанова и вест да је неколико хиљада људи стајало у реду чекајући почетак продаје у неколико држава.

### Признања
Магазин Тајм је ајпад прогласио једним од 50 најбољих иновација у 2010. години, док га је Попјулар Сајенс прогласио за најбољу справицу, после победника такмичења „Best of What's New 2010“, Groasis Waterboxx-а.

## Финансије
Због велике продаје Ајпада компанија Епл имала је изузетно велики профит. Током јула 2011. компанија је имала у готовини на располагању 76 милијарди долара, што је било више него што је имала америчка влада. До 25. јуна 2011 продано је 28 милиона „ајпада“.

## Спекулације
Пре самог представљања, месецима су се гомилале претпоставке око тога какав уређај Епл припрема, па је и само припремање било под питањем. Уређај је свакако изазвао велико интересовање, услед бројних гласина да је револуционаран, те да ће променити ток развоја рачунарства. Најконтроверзније је било питање имена, али су се ипак издвојили „ајпад“ и „ајслејт“. Тек на самој конференцији сазнало се да је коначан назив „ајпад“.